# Оргойтон

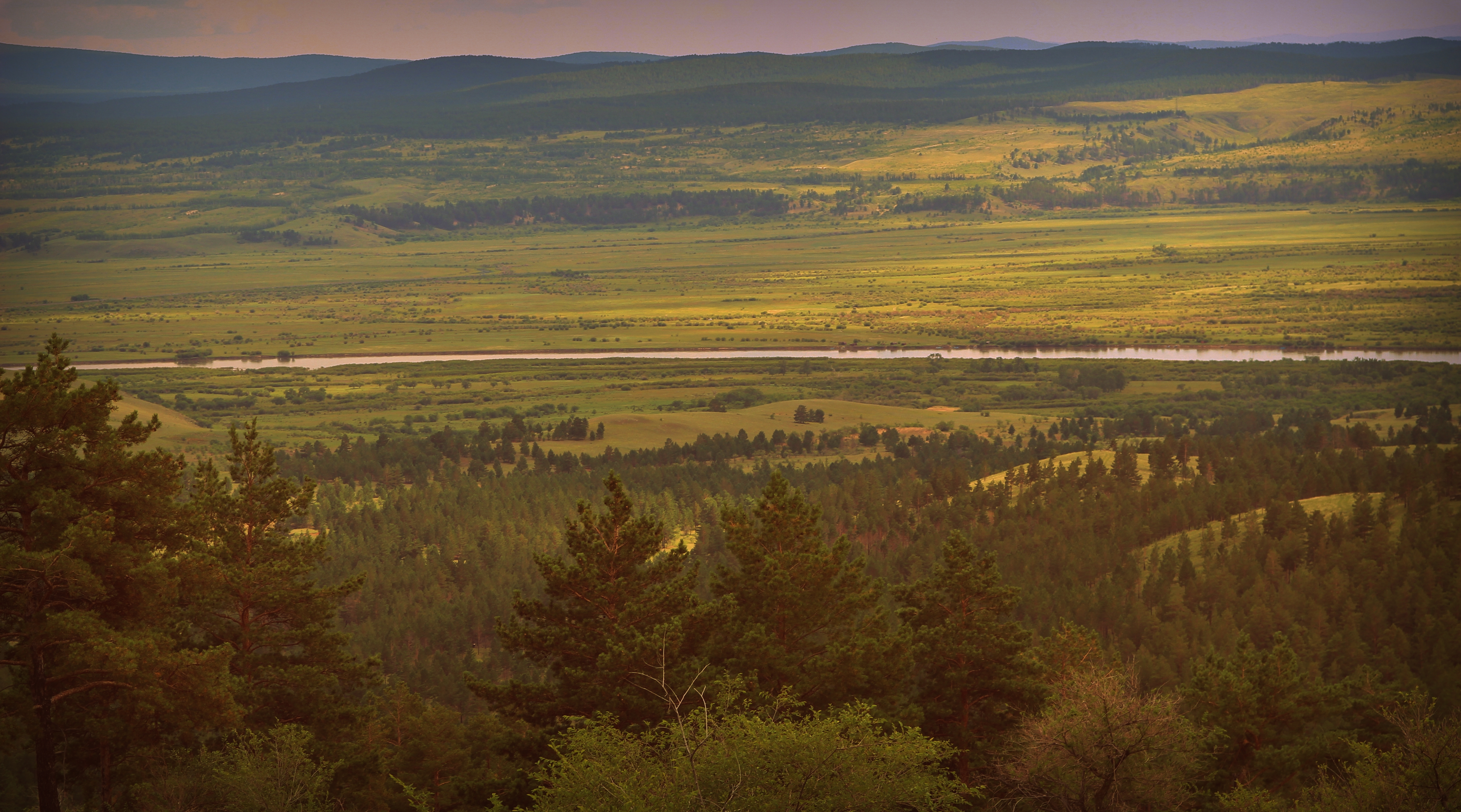
Вид на Оргойтон с северного хребта

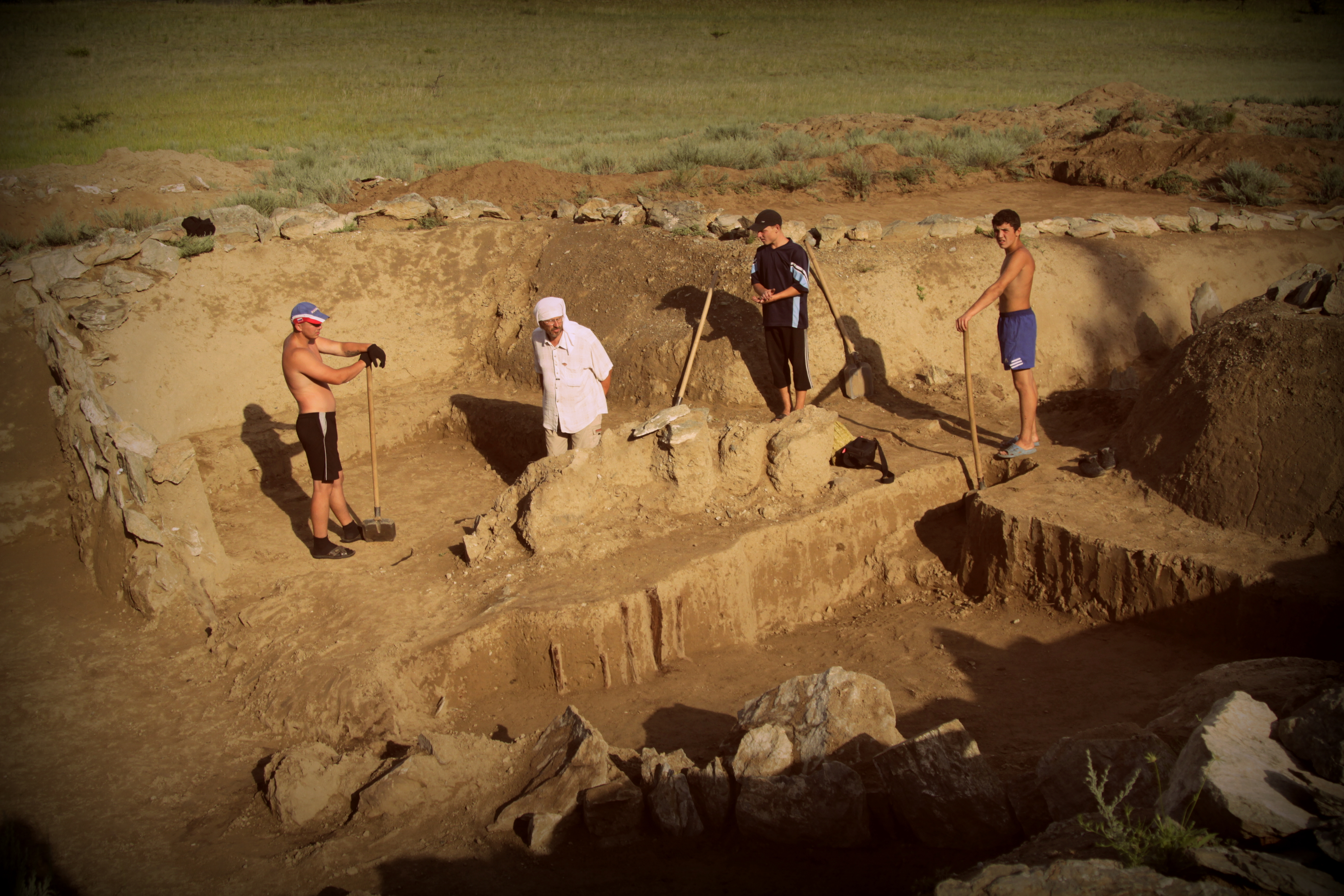
Раскопки в Оргойтоне. Четвёртый полевой сезон. 28 июля 2012

Орго́йтон — местность (падь), расположенная в горах в 4 км к югу от села Зарубино Джидинского района в Бурятии, в 2 км от бывшего бурятского улуса Били (Виллы — у Ю. Талько-Грынцевича), в 6 км от бывшего хутора Дюрбенского, в 8 км от села Усть-Кяхта.

## Общие сведения
Падь тянется террасой с севера на юг на протяжении приблизительно 2 км, упираясь северной частью в хребты, покрытые соснами, а южной, открываясь склоном к реке Селенга. С восточной и отчасти западной стороны пади проходят невысокие хребты.
Почва песчаная и наносная. Помимо сосен в пади растут ильмовые деревья.
Могильник Оргойтон — один из немногих в Бурятии могильников хунну с княжескими курганами. Такого же статуса могильник находится в Ильмовой пади (село Усть-Кяхта Кяхтинского района).

## Происхождение названия
Местные жители из улуса Били в 1898 году рассказали исследователю Ю. Д. Талько-Грынцевичу о том, что до переселения бурят (в начале XIX века) в Оргойтоне жил шаман. С этим фактом местные жители связывают происхождение названия местности. В переводе с бурятского языка Оргойтон означает буквально «увенчанный шаманской короной».
В бурятском шаманизме седьмая ступень посвящения называется Оргойто бөө — то есть шаман, получивший железную корону с оленьими рогами и шаманский плащ с железной накидкой. На этой ступеньке иерархии дозволяется проводить обряды посвящения других шаманов. Оргойто-боо может иметь до трех бубнов.
На горе Бага-Заря, в нескольких сотнях метров от местности Оргойтон, среди петроглифов на каменных глыбах есть изображение фаллической антропоморфной фигуры с двумя дугообразными рогами на голове, напоминающими шаманский головной убор. Вероятно, это изображение также имеет отношение к жившему здесь шаману.

## История исследований
Местность впервые была исследована в 1897 году Ю. Д. Талько-Грынцевичем — первооткрывателем памятников азиатских хунну. На могильнике исследования начались 8 июня (по старому стилю) 1898 г. Ю. Д. Талько-Грынцевичем совместно с Я. Е. Смолевым было зафиксировано и раскопано 4 кургана. Из отчета исследователей: обряды захоронения в могильниках Оргойтона и Ильмовой пади (Кяхтинский район) идентичны.
Материалы раскопок хранятся в Кяхтинском краеведческом музее им. академика В. А. Обручева.
Местность в разное время изучалась А. П. Окладниковым, П. Б. Коноваловым, С. В. Даниловым.
В 1949 году в Оргойтоне академиком А. П. Окладниковым были открыты петроглифы.
В августе 2009 года были продолжены раскопки могильника Оргойтон археологами Государственного Эрмитажа, Института истории материальной культуры РАН и Кяхтинского краеведческого музея. Участники экспедиции: С. С. Миняев, Н. Н. Николаев, Л. М. Сахаровская, О. С. Емелина и др. Исследован один курган. Находки: осколок зеркала. По версии археологов, захоронение было разграблено ещё в древности.
25 июля — 21 августа 2010 года раскопки в Оргойтоне были продолжены.
Участники экспедиции: Н. Н. Николаев (руководитель, Государственный Эрмитаж), С. С. Миняев (Институт истории материальной культуры), Л. М. Сахаровская (Кяхтинский краеведческий музей), О. С. Емелина, аспиранты и студенты Уральского федерального университета (руководитель группы — аспирант УрФУ Евгений Рабинович).
Результаты второго полевого сезона: полностью расчищено надгробное сооружение княжеского кургана.
В 2011, 2012 и 2013, 2015 годах археологическая экспедиция практически в том же составе продолжила работы по вскрытию кургана.

## Археологические памятники

### Оргойтон I
Хуннский могильник с княжеским курганом (железный век).
Находится на левом берегу реки Селенги, в 6 км от бывшего хутора Дюрбены, в 5 км от села Зарубино, в 2 км к западу от ж/д моста, в пади Оргойтон, устьем открывающейся к реке Селенге. В 1897 году были отмечены 4 крупных кургана, с дромосом с южной стороны, 14 малых, кольцевых или подквадратных кладок. Находки: костяные накладки на лук (срединные и концевые), куски красной истлевшей ткани, бесформенные обломки железных предметов, фрагменты красноглиняной керамики с круглыми отверстиями. Открыт в 1897 году Ю. Д. Талько-Грынцевичем, раскопана 1 могила.

### Оргойтон II
Объект культурного наследия народов РФ федерального значения. Рег. № 031640534220006 (ЕГРОКН). Объект № 0400309000 (БД Викигида)
Могильник (бронзовый век).
Находится в 4 км к югу от села, в 1 км к северу-северо-востоку от хуннского могильника Оргойтон I, на вершине скалистой сопки расположен херексур с круглой оградкой и розетками с восточной стороны, ниже по склону отмечена плиточная могила. Памятник открыт в 1992 году группой по инвентаризации (руководитель С. В. Данилов).

### Оргойтон III
Петроглифы (бронзовый век).
Находятся на левом берегу реки Селенги, в 1 км выше железнодорожного моста через реку Селенга на отвесной скале, на высоте 3 м от подножия скалы. Рисунки плохой сохранности, выполнены красной краской и состоят из бесформенных пятен. Открыты А. П. Окладниковым в 1949 году.

## Фотографии

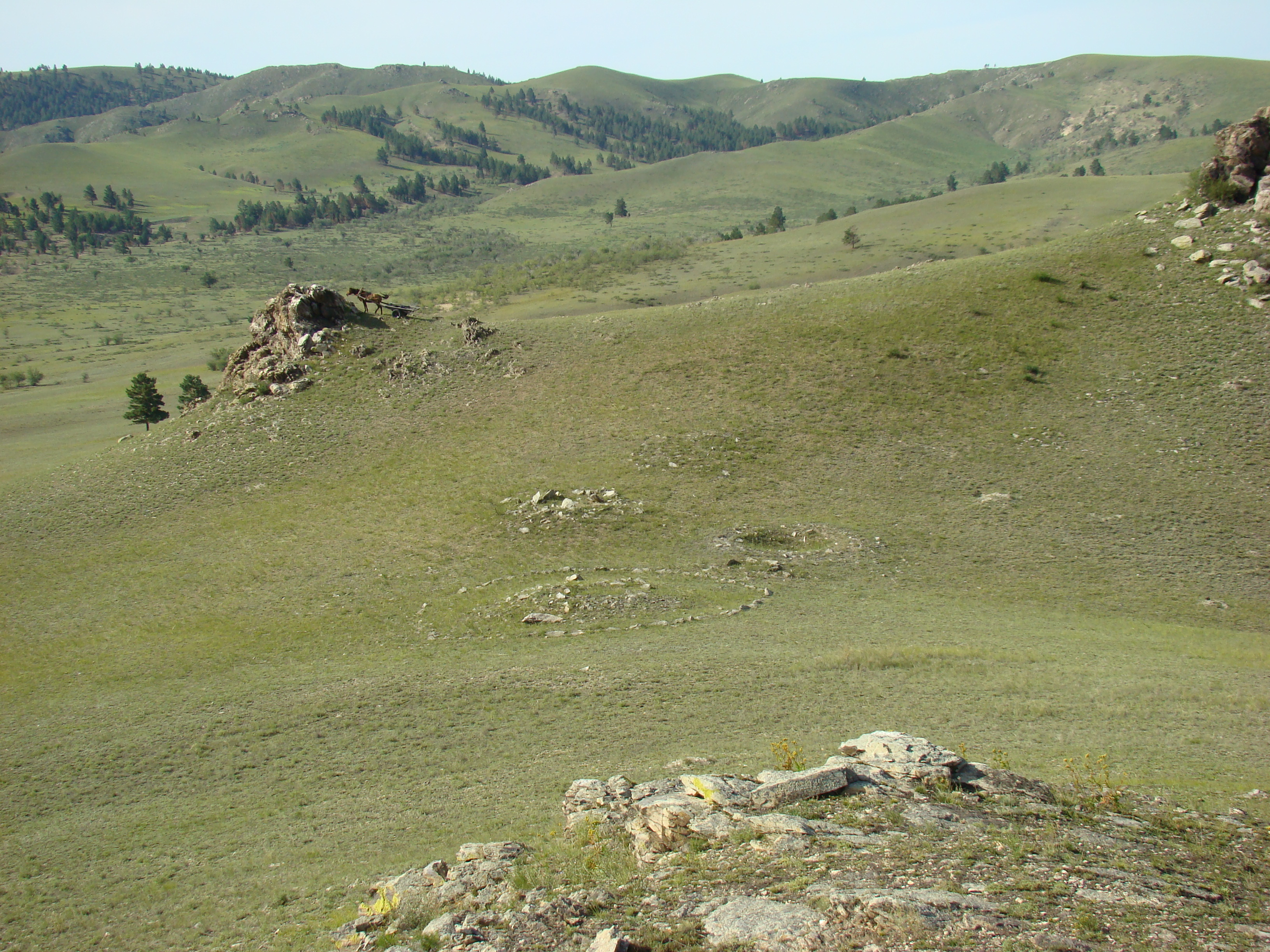
Херексуры в местности Оргойтон
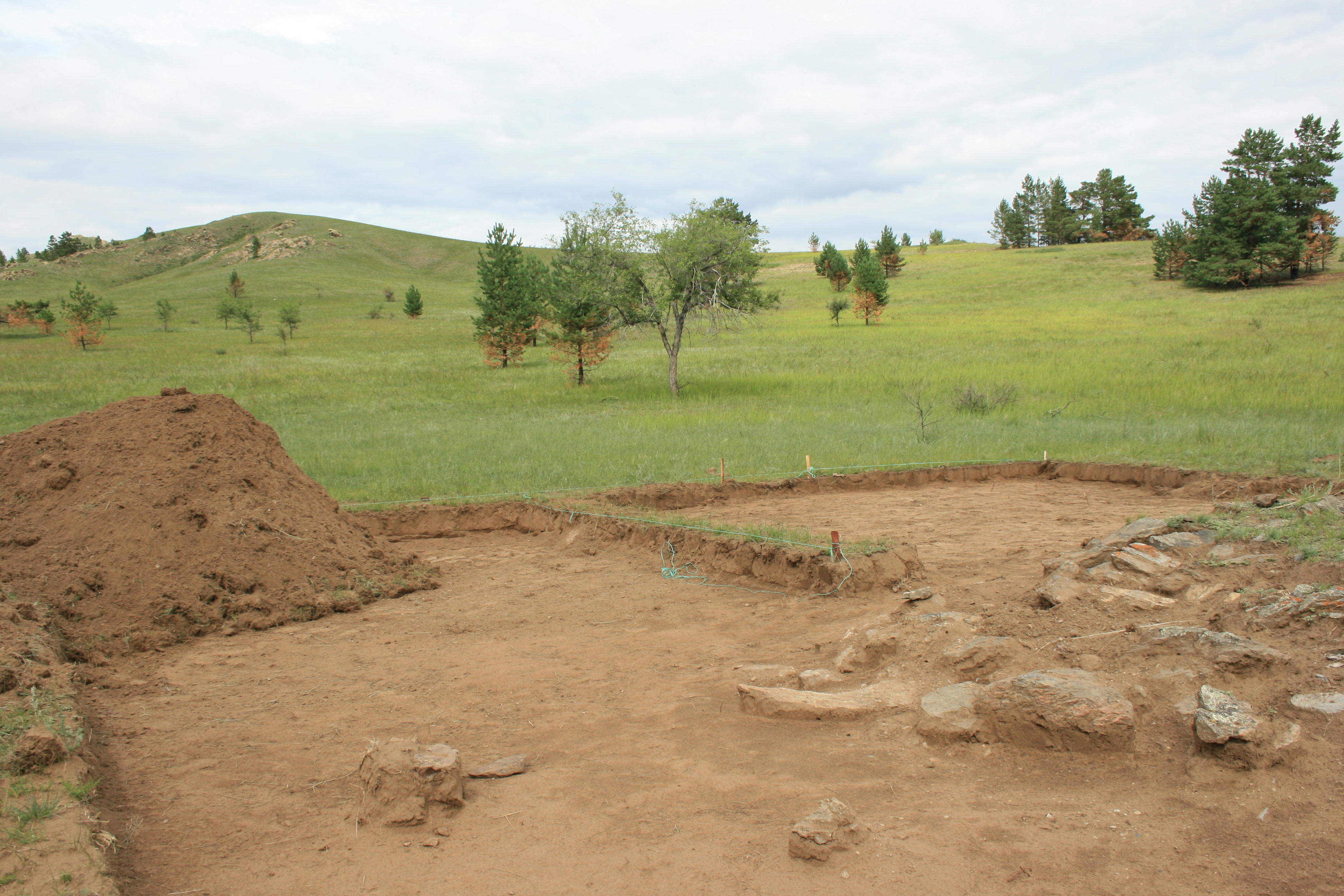
Оргойтон I. Раскопки княжеского могильника хунну, август 2009 г.
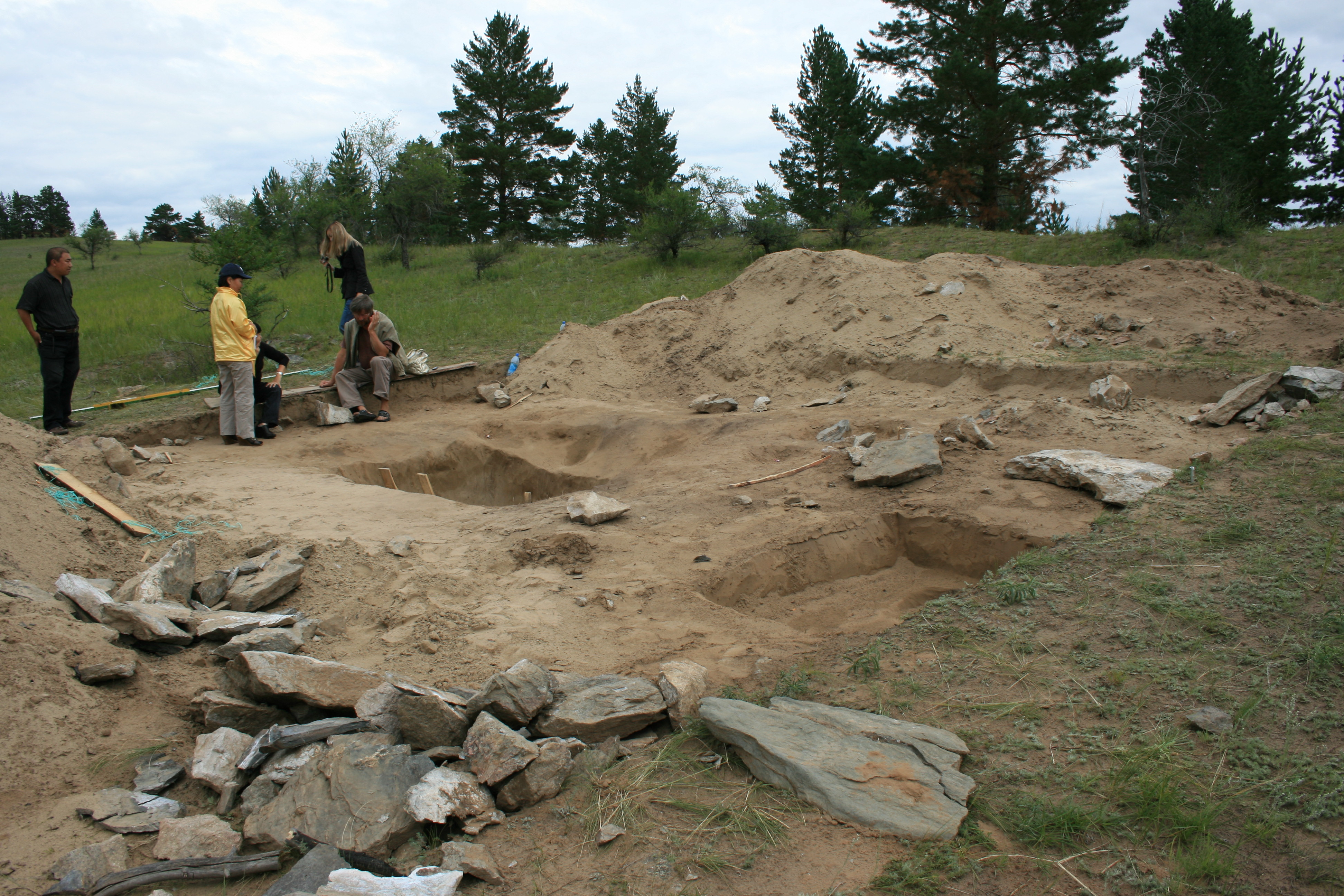
Раскопки могильника хунну Оргойтон, август 2009.
Оргойтон I. Могильник хунну. Детское захоронение
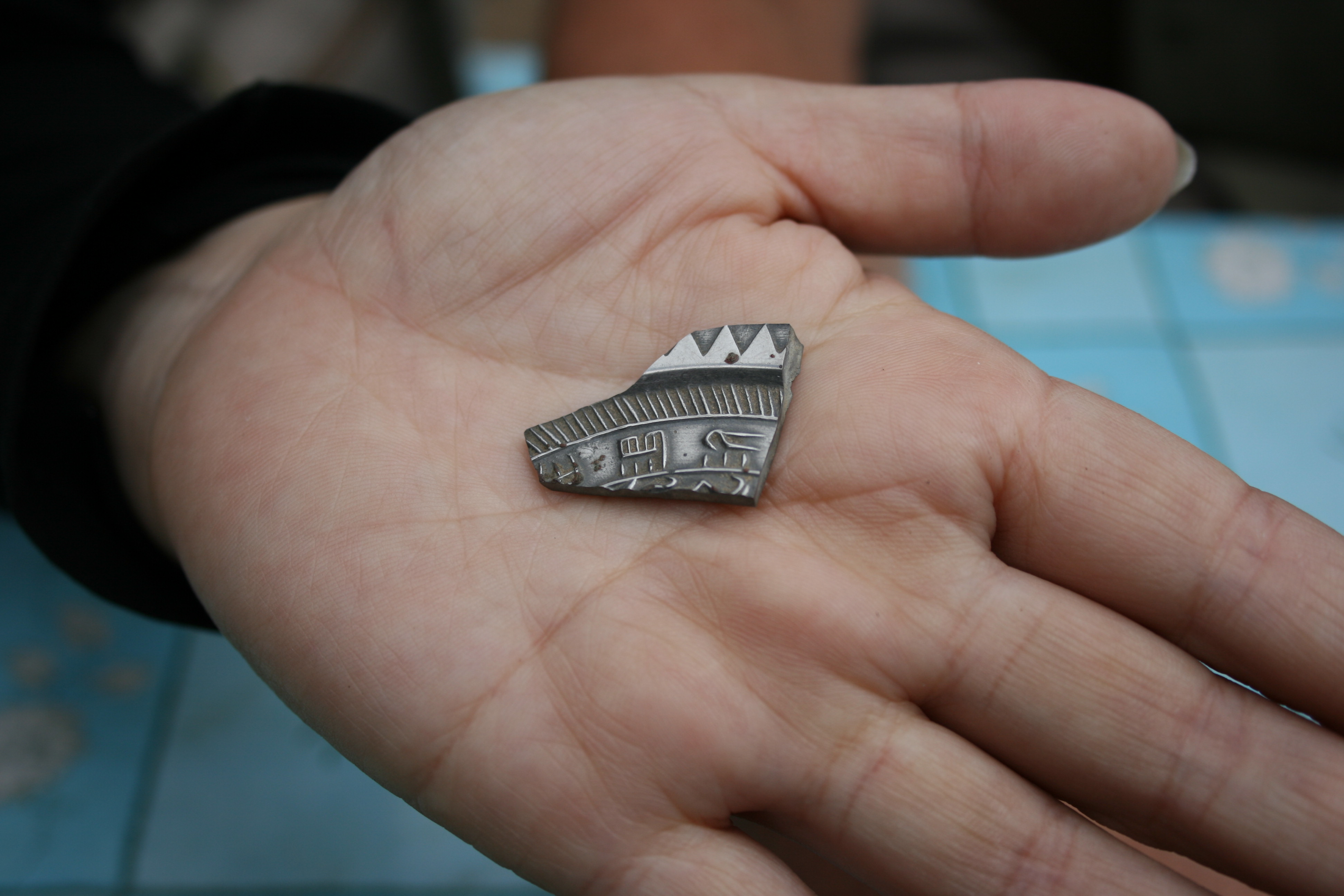
Осколок зеркала — находка археологов в августе 2009 г.
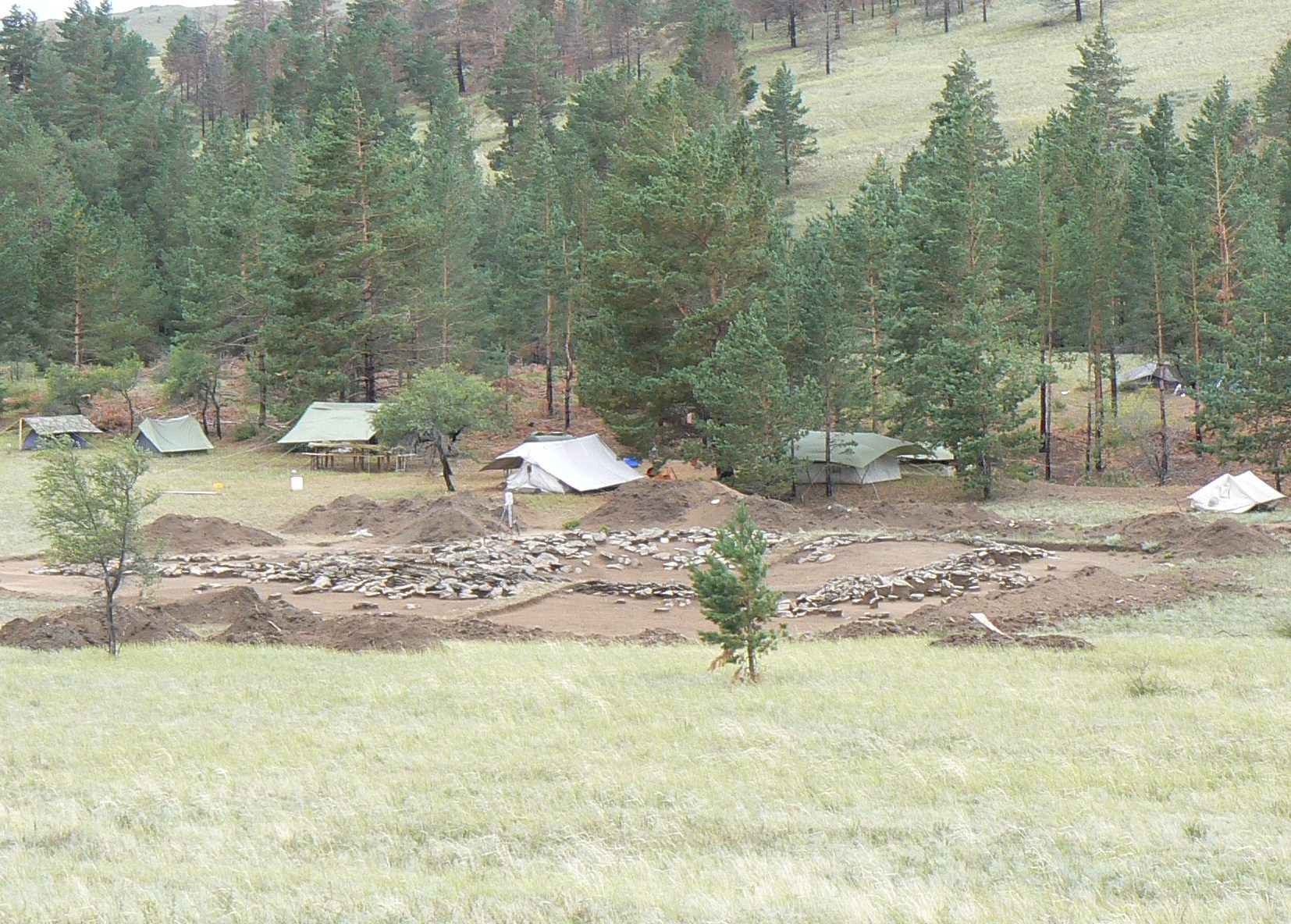
Археологические раскопки хуннского княжеского кургана в Оргойтоне, август 2010 года
Результат раскопок княжеского кургана в Оргойтоне, сезон 2011 года
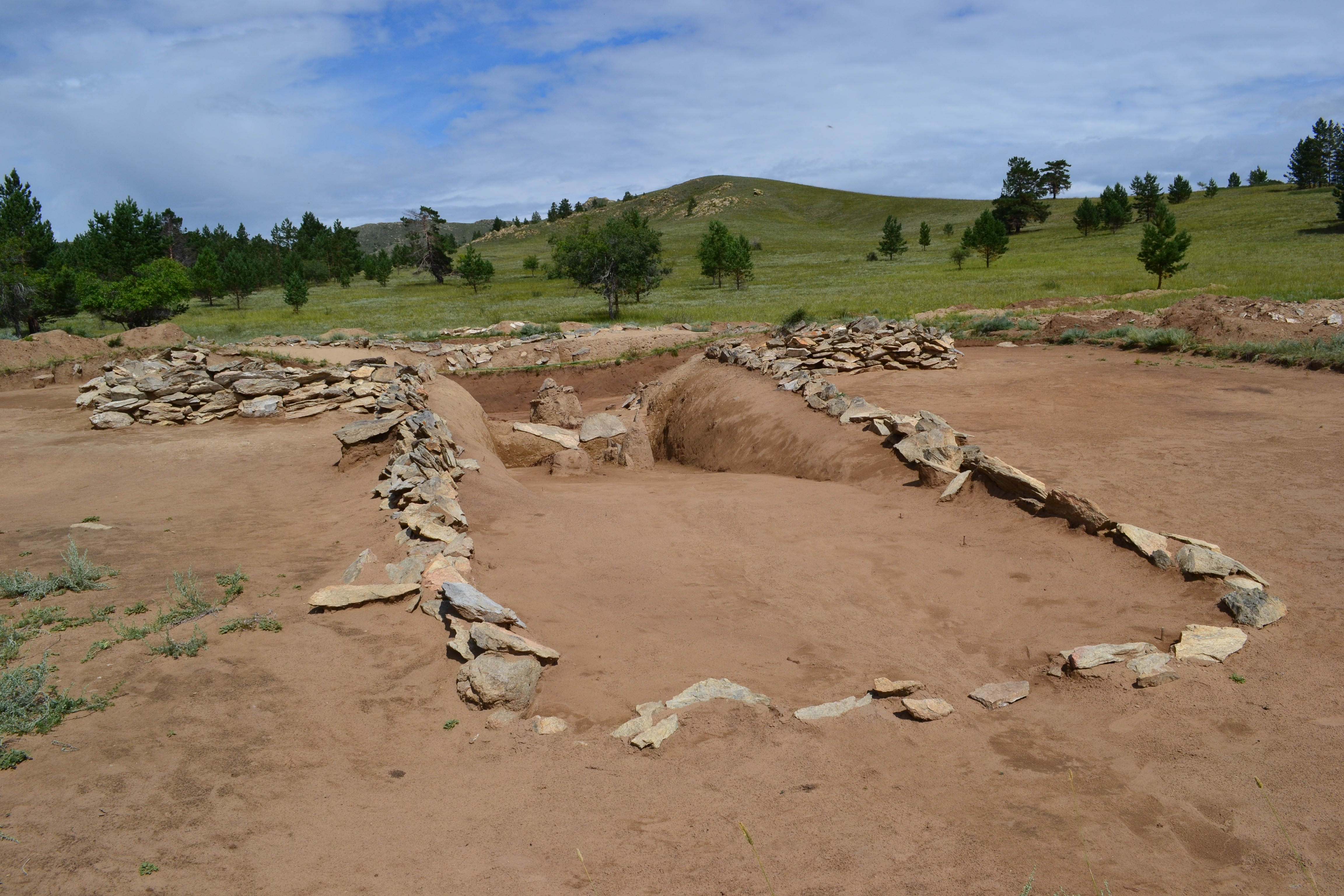
Результат раскопок княжеского кургана в Оргойтоне, сезон 2011 года
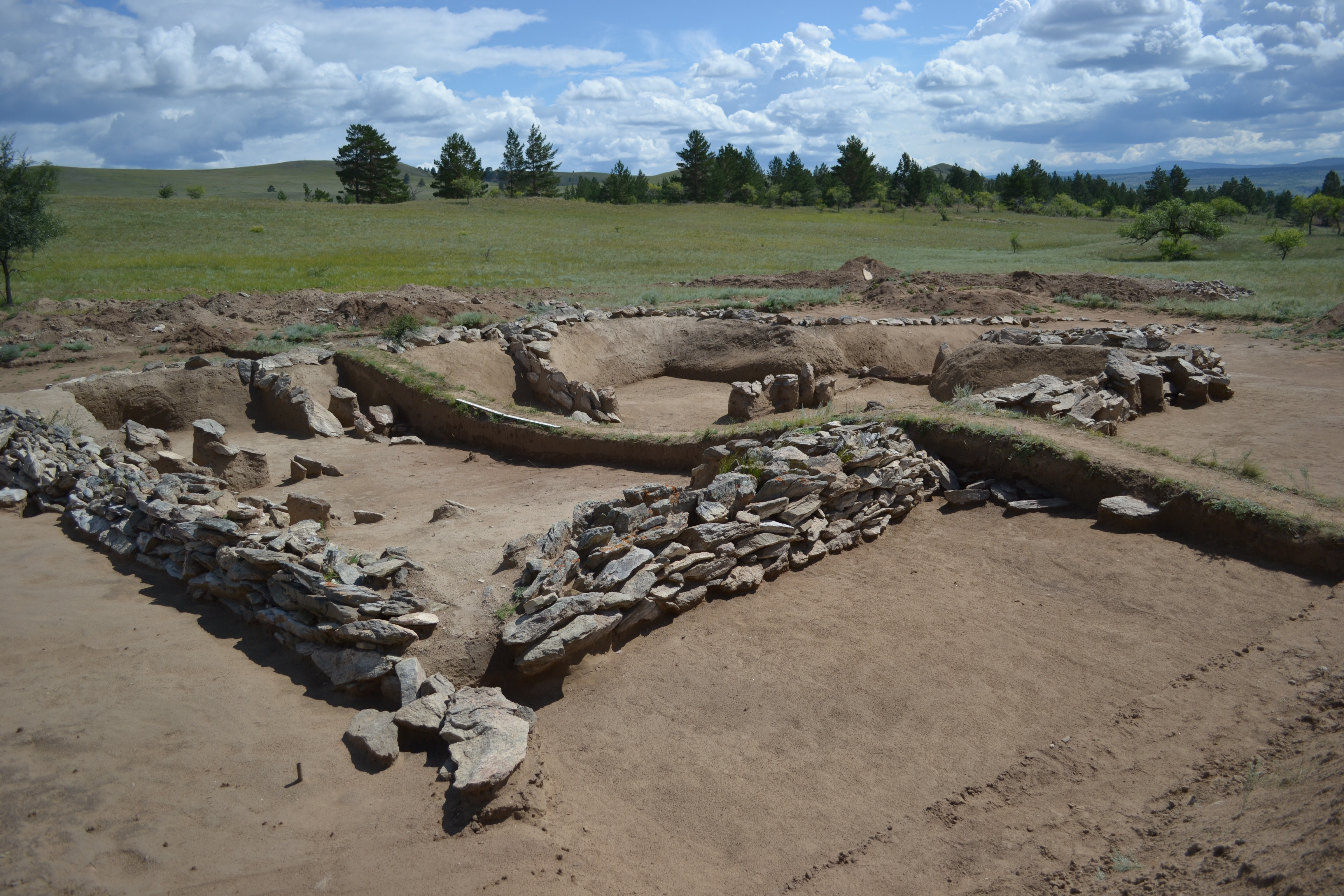
Раскопки хуннского могильника Оргойтон, август 2011 года
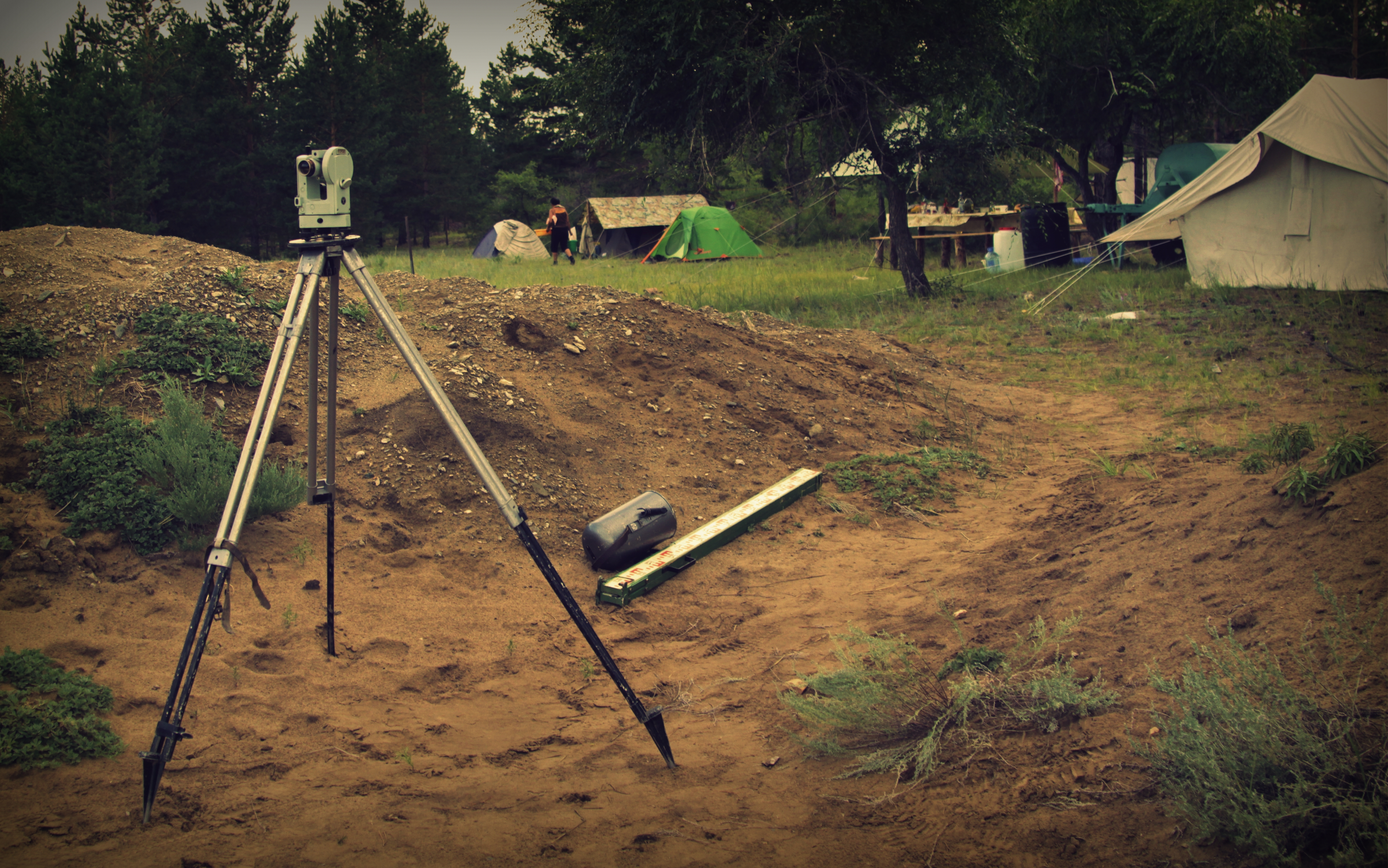
Лагерь археологов. 2012 г.
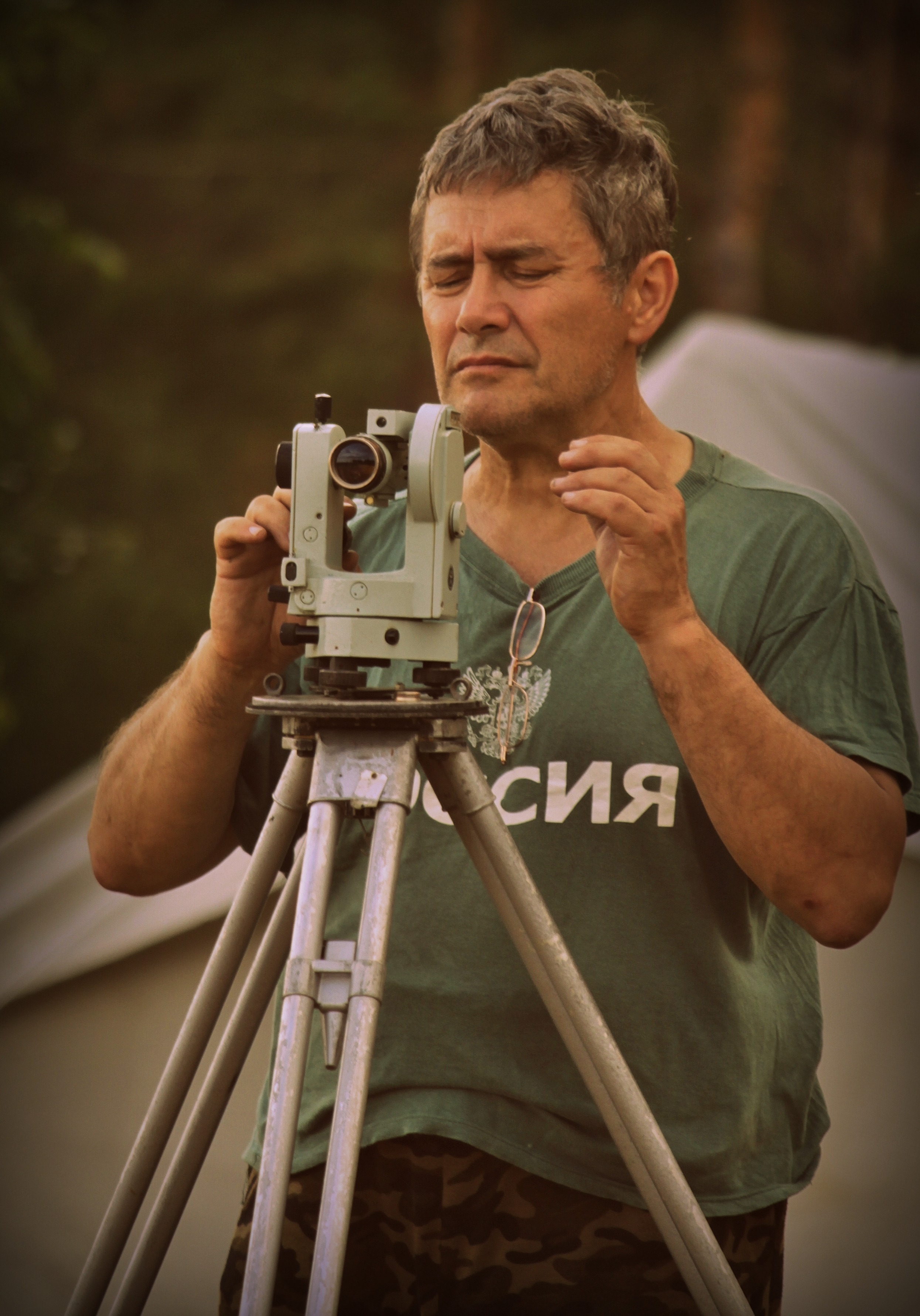
Сергей Миняев на раскопках. 28 июля 2012 года

## Карты
- Лист карты M-48-57 Кяхта. Масштаб: 1 : 100 000. Состояние местности на 1968 год. Издание 1982 г.